# Partido Komunista ng Pilipinas
Die Kommunistische Partei der Philippinen (englisch Communist Party of the Philippines (CPP)) ist eine 1968 gegründete kommunistische Partei.

## Geschichte
Sie entstand als Abspaltung der gleichnamigen, heute als Partido Komunista ng Pilipinas-1930 bekannten Partei. Ihre Guerillaorganisation New People’s Army führt seit 1969 einen Guerilla-Krieg gegen die Regierung der Philippinen. Die CPP gehörte zur inzwischen nicht mehr bestehenden Internationalen Konferenz Marxistisch-Leninistischer Parteien und Organisationen. Der EU-Ministerrat führt die Partei, wie auch deren militanten Arm, auf ihrer Liste zur Bekämpfung von Terrorismus. Der Gründungsvorsitzende José María Sison starb im Dezember 2022 im niederländischen Exil. Am 20. April 2023 gab die Website der CPP die Tötung von des Benito Tiamzon und seiner Frau Wilma Austria am 22. August 2022 durch das philippinische Militär bekannt. Benito Tiamzon galt als Vorsitzender der CPP.
Von der CPP gibt es keine Verlautbarung zum aktuellen Vorsitz der Partei.
Im August 2015 wurde bekannt, dass die Partei sich der International Coordination of Revolutionary Parties and Organizations (ICOR) anschließen will.
Während die Regierung behauptet, die Partei stehe kurz vor der Zerstörung, sagte José María Sison 2019 die Anzahl der Mitglieder und Sympathisanten sei steigend.

## Ideologie
Im Präambel der Partei wird sich auf Marx, Engels, Lenin, Stalin und Mao als theoretische Vorbilder bezogen, anhand dessen Theorien man die vergangenen philippinischen Revolutionen und Rebellionen betrachten möchte. Die Partei bezeichnet sich als revolutionäre, proletarische Partei, die den Marxismus-Leninismus-Maoismus vertritt.